# Al-Aksza-mecset
Az al-Aksza-mecset (arabul: المسجد الاقصى, el-maszdzsid el-akszá, „a legtávolabbi mecset”), az iszlám harmadik legszentebb helye, Jeruzsálem történelmi óvárosának délkeleti részén, a Templom-hegy déli oldalán, nem messze a hegy képét uraló aranykupolás Sziklamecsettől. Évente több tízezer zarándokot vonz Palesztinából és a szélesebb iszlám világból.
A mecset főépülete 5000 imádkozó embert tud fogadni, de az épületegyüttes egész területén százezrek is elférnek.
Nem muszlimokat 2000-től nem engedtek a mecsetbe, de a tiltást 2003-ban feloldották. Válságos, biztonsági szempontból veszélyes időszakokban csak egy bizonyos korhatár feletti muszlimok léphetnek a mecsetbe. Ma az óváros izraeli ellenőrzés alatt van, de a mecset továbbra is a jordán és palesztin vezetésű iszlám tanács (Vakf) felügyelete alatt áll. Az Izrael elleni palesztin ellenállás szimbólumaként is szolgál.

## Története
Ismert történelmi tény, hogy az ókori judaizmus lerombolt központjai, az első és második templom is a Templom-hegyen állt. A monumentális zsidó templomot a zsidó-római háború végén Kr. u. 70-ben Titus római hadvezér seregei Jeruzsálemmel együtt lerombolták. A 2. században egy Jupiternek szentelt pogány templomot építettek a hegyre. 
Később a területre az 530-as években I. Justinianus császár egy keresztény templomot épített, amit a korai 7. században a keleti hódítók leromboltak.
Amikor 638-ban Jeruzsálem muszlim irányítás alá került, I. Omár kalifa (634-644) tette a hegyet muszlim szent hellyé. Az Al-Aksza mecset épülete eredetileg egy kis imaház volt, amelyet Omár építtetett fel,  majd fejlesztését Abd al-Malik omajjád kalifa (685-705), majd fia, I. al-Valíd (705-715), valamint utódaik is folytatták. Akkoriban kapta az épület az al-Aksza nevet. A mecset teljesen elpusztult egy 746-os földrengés következtében, majd a 8. században al-Mahdí, és feltehetőleg al-Manszúr abbászida kalifák idején újjáépítésére került sor. 
A 9. században, a Fátimida-dinasztia idején alakították ki az épület ma ismert szerkezetét. Az általuk végzett átalakításoknak már a földrengéseknek való ellenállás is kifejezett célja volt.
Amikor 1099-ben az első keresztes hadjárat során a keresztesek elfoglalták Jeruzsálemet és megalapították a Jeruzsálemi Királyságot, az al-Aksza-mecset Jeruzsálem királyainak palotájaként szolgált. A keresztesek az épületet Salamon zsidó király palotájával azonosították, s ennek megfelelően a Palatium Salomonis (’Salamon palotája’) vagy Templum Salomonis (’Salamon temploma’) néven hívták – a latin „templum” a magyar „templom” szónál bővebb jelentéssel bírt, utalhatott uralkodói rezidenciára és általánosságban szentélyekre is. A szintén a Templom-hegyen, az al-Aksza közelében található Sziklamecset neve ez időben Templum Domini (’az Úr temploma’) volt.
1119-ben Jeruzsálem királya, II. Balduin az épület egyik szárnyát egy új lovagrendnek, a templomos lovagoknak adta. Itt volt a székhelyük egészen addig, amíg Szaladin 1187-ben el nem foglalta a várost.
A 14. és a 20. század között számos jelentős felújításon esett át az épület. 1927-ben és 1936-ban újabb földrengések szükségessé tették a mecset majdnem teljes újjáépítését, ami során történelmi részek is napvilágra kerültek.
1967-ben Izrael elfoglalta Jeruzsálemet, de a mecsetekhez eddig nem nyúlt. 1969. augusztus 21-én a mecset déli szárnyában tűz pusztított, ami megsemmisítette a még Szaladin által Aleppóból küldött, majdnem ezeréves elefántcsont oltárt. Az oltár másolata (Szaladin egyszerre készíttette és küldte a kettőt) ma is látható az Ősatyák barlangjában, Hebronban. A tüzet Michael Dennis Rohan újprotestáns ausztrál turista okozta, akit beszámíthatatlanság miatt nem ítéltek el. Később deportálták Izraelből.
2000-ben Aríél Sárón provokatív látogatást tett a Templom-hegyen, ami közvetlen oka volt az al-Aksza Intifáda kirobbanásának és később az események hatására Sárón Izrael miniszterelnöke lehetett.

## Politikai környezet
Mivel a judaizmus a megváltást a harmadik, szintén a Templom-hegyen álló templom újraépítésével hozza összefüggésbe, ezt sokan az iszlám és a judaizmus közti feloldhatatlan ellentétnek tekintik. Más, mérsékeltebb zsidó irányzatok szerint a harmadik templomot nem emberi kéz fogja felépíteni, ezért a két vallás között nincs kibékíthetetlen ellentét.
Izrael állam politikája elsődlegesen egész Jeruzsálem megszerzésére irányul, de a Templom-hegyhez a jelek szerint nem nyúlnak, ennek oka lehet, hogy a harmadik templom kapcsán a judaizmusban nincs egyetértés. Egyes szervezeteknek, mint például a Templom-hegy és Izrael Földje Hívőinek nyíltan deklarált célja a mecset lerombolása és a helyén a harmadik templom felépítése, de az ő népszerűségük a mai Izraelen belül csekély. Szélsőséges judaista személyek és csoportok rendszeresen kísérletet tesznek az al-Aksza-mecset aláaknázására, felrobbantására, őket az izraeli rendőrség és igazságszolgáltatás köztörvényes bűnözőként, de nem terroristaként kezeli.

## Galéria

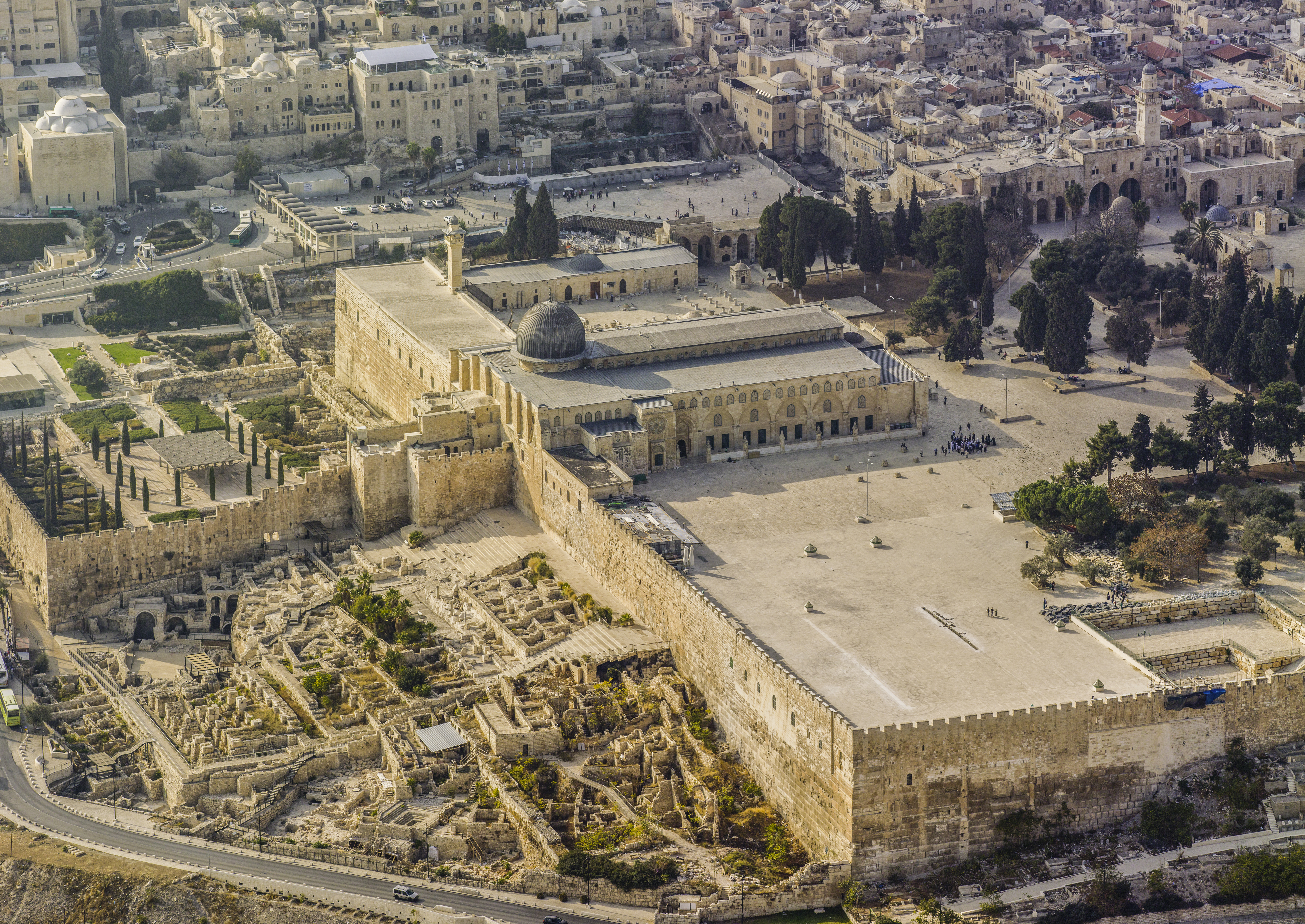
Légi felvétel a mecsetről
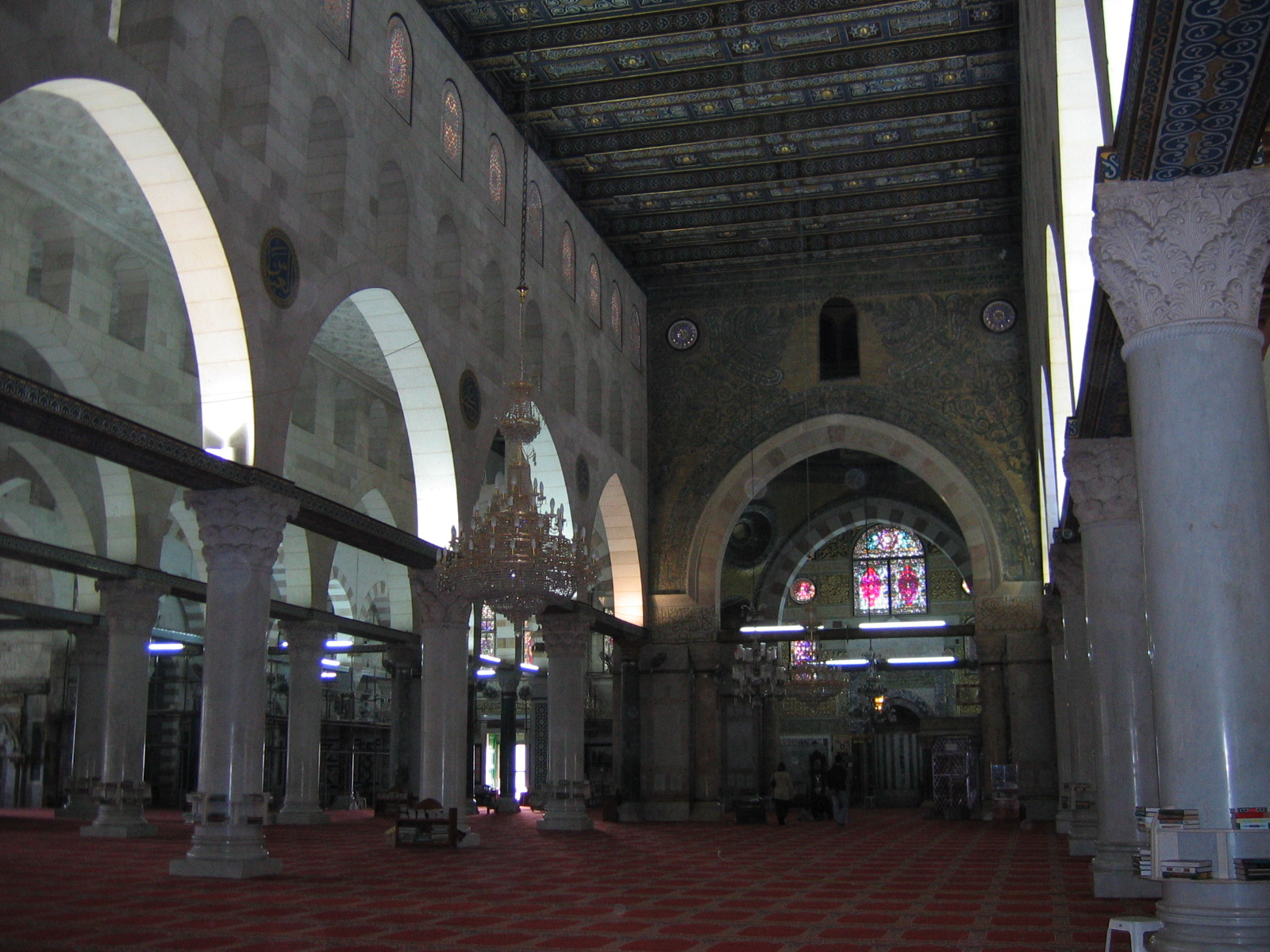
A mecset belseje
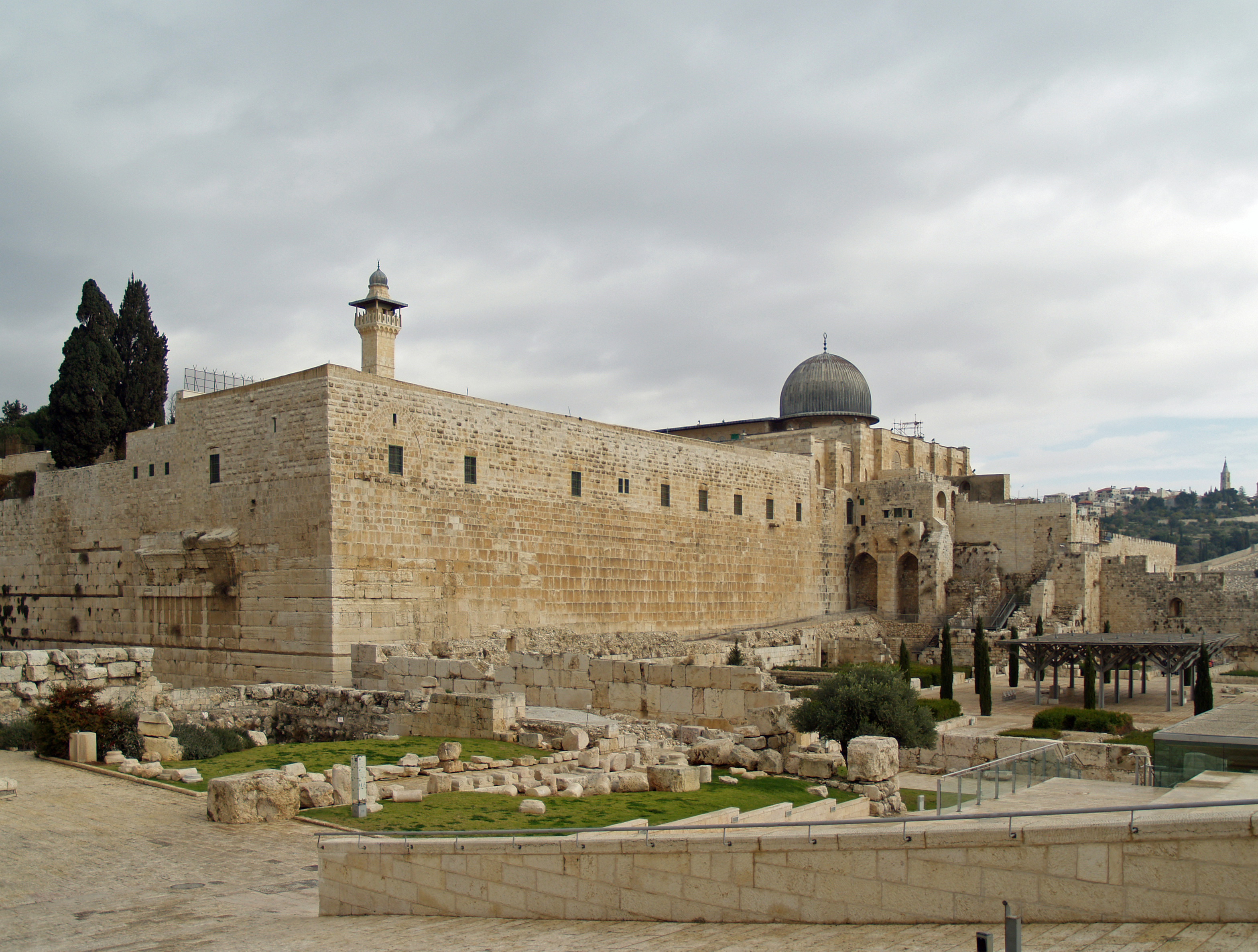
A mecset hátulról
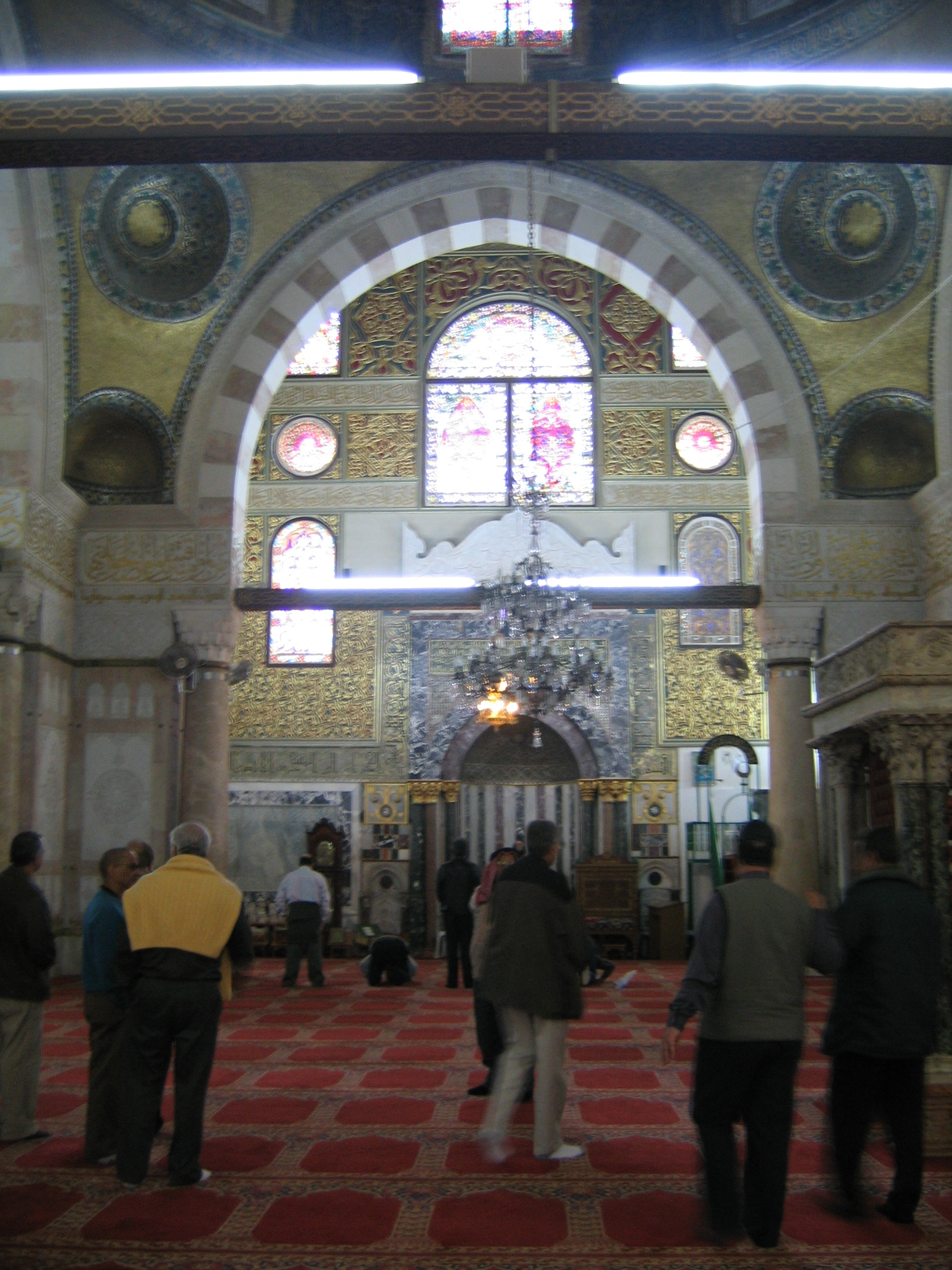
A mecset belseje, a mihrábbal